# البطلة يونا يوكي
البطلة يونا يوكي (باليابانية: 結城友奈は勇者である، بالروماجي: Yūki Yūna wa Yūsha de Aru) (بالإنجليزية: Yuki Yuna is a Hero) هو مسلسل أنمي تلفزيوني من إنتاج استوديو استوديو غوكومي، وإخراج سيجي كيشي، عرض الأنمي في 16 أكتوبر عام 2014 واستمر عرضه حتى 25 ديسمبر عام 2014، وتكون من 12 حلقة. عرض الموسم الثاني في 6 أكتوبر عام 2017 واستمر عرضه حتى 17 نوفمبر عام 2017، وتكون من 6 حلقات. عرض الموسم الثالث في 24 نوفمبر عام 2017 واستمر عرضه حتى 5 يناير عام 2018 وتكون من 6 حلقات.

## القصة
تدور أحداث القصة في جزيرة اليابانية شيكوكو
في مدينة خيالية اسمها سانشو، في العام 300من عصر الآلهة شينسيكي، يونا وميموري وفو وإيتسوكي جميعهن أعضاء في نادي بطل مدرسة سانشو المتوسطة، يكرسون أنفسهم لمساعدة المحتاجين. في أحد الأيام من حياتهن اليومية المعتادة، وقع انفجار في من الضوء نادي البطل وتم نقل أعضاء النادي فجأة إلى غابة غريبة، حيث يواجهون وحوشًا غامضة تُعرف باسم فيرتيكس، والتي تسعى إلى تدمير شينجو شجرة الإله الحارس الذي يحمي الإنسانية ويباركها. باستخدام تطبيق هاتف خاص ممنوح من تايشا، وهي منظمة مخصصة لشينجو، يجب أن تتحول يونا وأصدقاؤها إلى أبطال، يتمتعون بقوى سحرية لحماية عالمهم من الدمار الوشيك.

## الشخصيات
يونا يوكي (باليابانية: 結城 友奈، بالروماجي: Yūki Yūna)
مؤدية الصوت: هاروكا تيروي
ميموري توغو (باليابانية: 東郷 美森، بالروماجي: Tōgō Mimori)
مؤدية الصوت: سوزوكو ميموري
فو إينوبوزاكي (باليابانية: 犬吠埼 風، بالروماجي: Inubōzaki Fū)
مؤدية الصوت: يومي أوتشياما
إيتوكي إينوبوزاكي (باليابانية: 犬吠埼 樹، بالروماجي: Inubōzaki Itsuki)
مؤدية الصوت: تومويو كوروساوا
كارين ميوشي (باليابانية: 三好 夏凛، بالروماجي: Miyoshi Karin)
مؤدية الصوت: جوري ناغاتسوما
سونوكو نوغي (باليابانية: 乃木 園子، بالروماجي: Nogi Sonoko)
مؤدية الصوت: كانا هانازاوا
غين مينوا (باليابانية: 三ノ輪 銀، بالروماجي: Minowa Gin)
مؤدية الصوت: يوميري هاناموري

## وصلات خارجية
- الموقع الرسمي
- الموقع الرسمي (باليابانية)
- Yūki Yūna wa Yūsha de Aru: Jukai no Kioku official website (باليابانية)
- Yūki Yūna wa Yūsha de Aru: Hanayui no Kirameki official website (باليابانية)
- البطلة يونا يوكي على موقع IMDb (الإنجليزية)
- البطلة يونا يوكي على موقع كينوبويسك (الروسية)
- البطلة يونا يوكي على موقع قاعدة بيانات الفيلم (الإنجليزية)
- البطلة يونا يوكي على موقع ANN anime (الإنجليزية)
- البطلة يونا يوكي في قاعدة بيانات الرواية المرئية